# Miconia yatuensis
Miconia yatuensis är en tvåhjärtbladig växtart som beskrevs av John Julius Wurdack. Miconia yatuensis ingår i släktet Miconia och familjen Melastomataceae. Inga underarter finns listade i Catalogue of Life.